# Giovanni Francesco Albani
Giovanni Francesco Albani, italijanski rimskokatoliški duhovnik, škof in kardinal, * 26. februar 1720, Rim, † 15. september 1803.

## Življenjepis
10. aprila 1747 je bil povzdignjen v kardinala in imenovan za kardinal-diakona S. Cesareo in Palatio; 31. marca 1748 je prejel diakonsko posvečenje.
12. februarja 1759 je bil imenovan za kardinal-duhovnika S. Clemente.
21. julija 1760 je bil imenovan za kardinal-škofa Sabine e Poggio Mirteto; 21. septembra istega leta je prejel škofovsko posvečenje.
15. marca 1773 je bil imenovan še za kardinal-škofa Porta e Santa Rufine in 18. decembra 1775 še za Ostie.